# Martin’s Cove

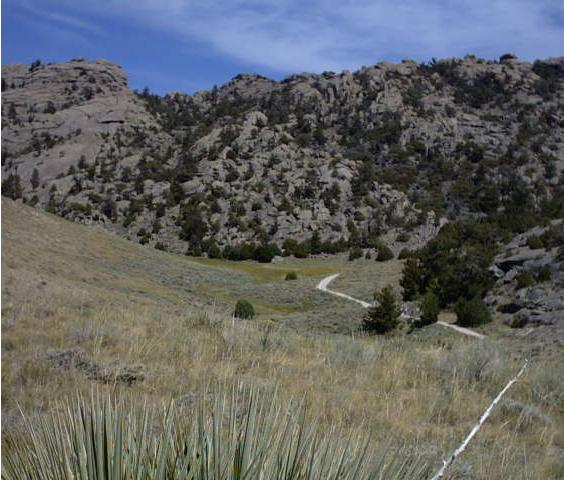
Martin’s Cove, niewielka dolina w Wyomingu

Martin’s Cove – historyczne miejsce w stanie Wyoming. Niewielka dolina o powierzchni 3,8 km² znajduje się w odległości 89 km od miejscowości Casper, w hrabstwie Natrona. Leży na dawnym  szlaku mormońskim i jest również, na odcinku pomiędzy rzekami Platte Północna i Sweetwater, fragmentem szlaku oregońskiego. 8 marca 1977 roku dolina została wciągnięta na listę National Register of Historic Places.

## Historia
W listopadzie 1856 roku około 500 mormońskich emigrantów wędrujących do Salt Lake City, skupionych w „kompanii” prowadzonej przez „kapitana” Edwarda Martina i ciągnących wózki ręczne ze skromnym dobytkiem, zostało zatrzymanych na przeciąg pięciu dni w dolinie przez obfite opady śniegu i silny mróz. Tej jesieni dwie „kompanie” wózków ręcznych (Williego i Martina) wyruszyły na szlak niebezpiecznie późno i gdy dotarły do Wyoming, czekała je katastrofa. Jakkolwiek nie jest znana liczba ofiar doliny, wiadomo, że 145 wędrowców z grupy Martina zmarło przed osiągnięciem Salt Lake City.
Na kilka dni przed przybyciem do Martin’s Cove, „kompanię” napotkała ekspedycja ratunkowa, która dostarczyła żywności i wyposażenia na wozach, które Brigham Young wysłał z Salt Lake City. 4 listopada wędrowcy i ratownicy wspólnie przebrodzili lodowato zimne wody rzeki Sweetwater i schronili się w dolince. Tego wieczora silny północny wiatr pozrywał namioty. Postawiono je ponownie, ale w nocy przyszła burza śnieżna, którą wędrowcy zmuszeni byli przeczekiwać przez długie pięć dni. Część prowadzonego przez „kompanię” bydła pozamarzała.
Dopiero 9 listopada, gdy nieco się ociepliło, kolumna ruszyła naprzód w stronę Utah. Z pomocą pierwszej i następnych ekspedycji ratunkowych, wędrowcy ostatecznie dotarli 30 listopada do celu.

## Martin’s Cove dzisiaj
Pod koniec XX wieku Kościół Jezusa Chrystusa Świętych w Dniach Ostatnich próbował odkupić od władz federalnych teren w dolinie, gdzie wzniesiono muzeum, centrum informacyjne i sale wykładowe. W roku 2006 zażądano jednak usunięcia z doliny wszelkich symboli religijnych i zapewnienia dostępu do informacji o dolinie i mormonach zwiedzającym mającym inne zapatrywania na kwestie religijne.
Rocznie odwiedza to miejsce około 100 000 osób. Większość z nich to wierni Kościoła Jezusa Chrystusa Świętych w Dniach Ostatnich, ale wciąż wzrasta liczba innych turystów. Martin’s Cove znajduje się w pobliżu Independence Rock, innego ważnego punktu na szlaku wędrówek.